# Flugplatz Abaiang

i7
i11
i13

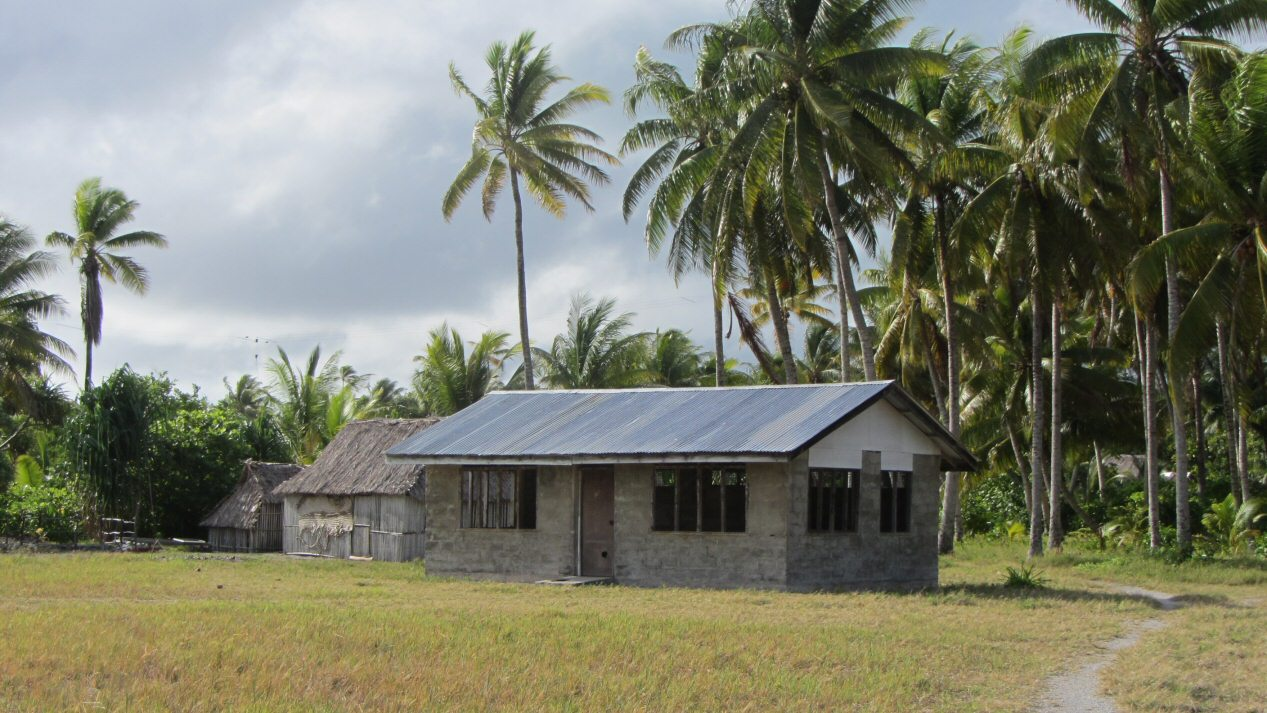
Flugplatzgebäude

Der Flugplatz Abaiang, engl.: Abaiang Airport, häufig auch Abaiang Atoll Airport oder Abaiang Airstrip (IATA-Code: ABF, ICAO-Code: NGAB), ist ein kleiner nationaler Flugplatz Kiribatis und liegt im mittleren Teil der Hauptinsel des zu den nördlichen Gilbertinseln gehörenden Abaiang-Atolls in der Nähe des Äquators. Er liegt zwischen den Siedlungen Tabwiroa und Tuarabu, unweit des Hauptortes Taburao.
Abaiang wird von Air Kiribati zweimal wöchentlich vom Bonriki International Airport in South Tarawa aus angeflogen. Die Flugdauer beträgt nur etwa 15 Minuten.

## Flugverbindungen
- Air Kiribati (Tarawa)